# Holländerwindmühle Rövershagen

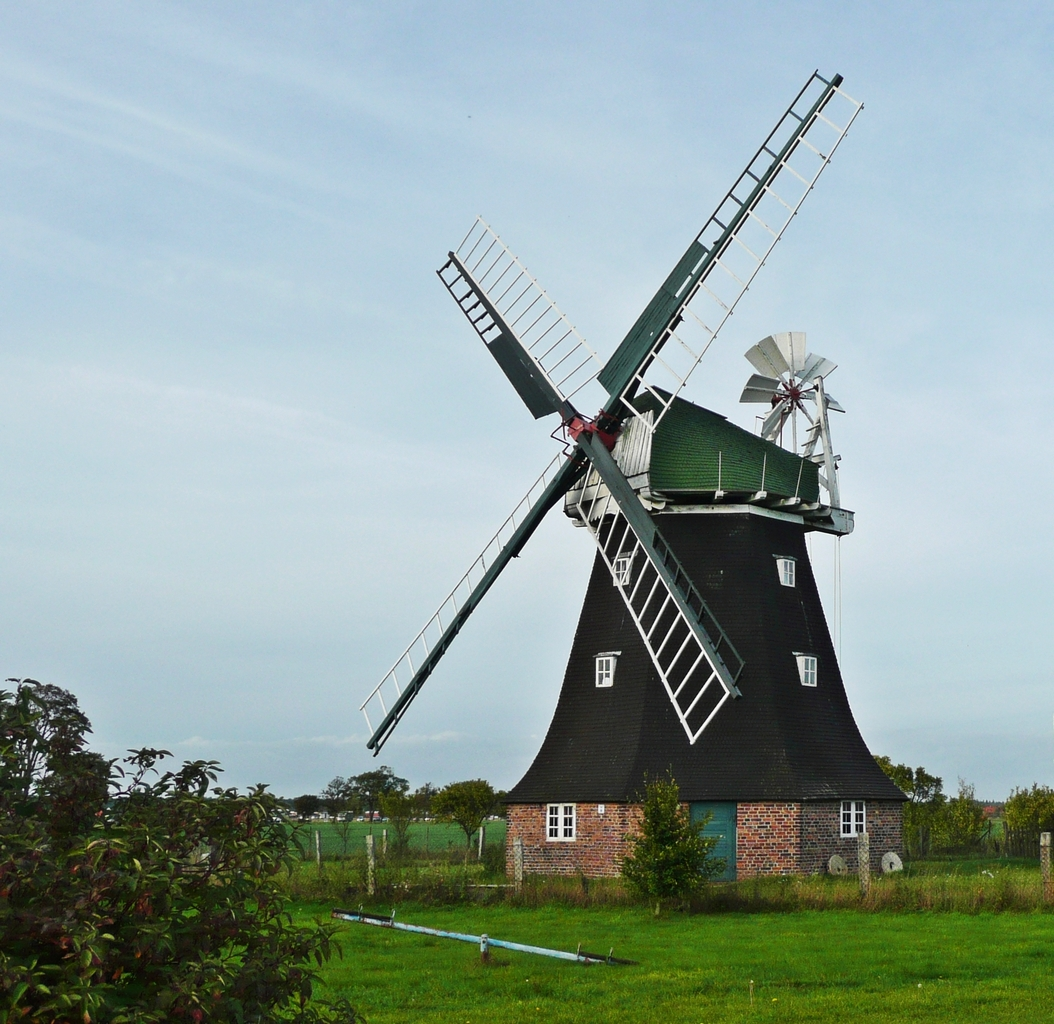
Holländerwindmühle Rövershagen, 2008

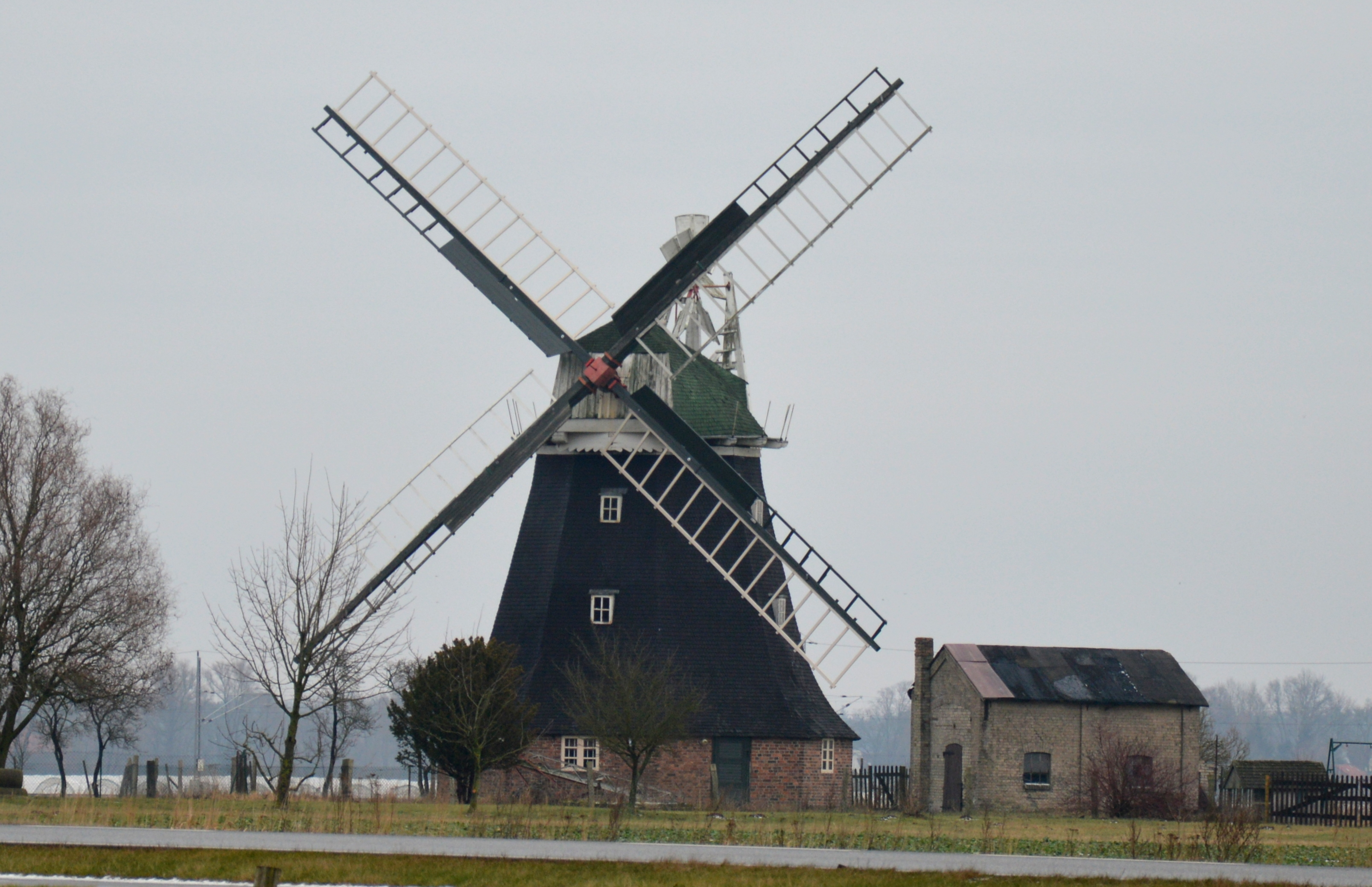
Windmühle mit dem Maschinenhaus, 2017

Die Holländerwindmühle Rövershagen ist eine denkmalgeschützte Holländerwindmühle in Rövershagen in Mecklenburg-Vorpommern.

## Lage
Die Windmühle liegt auf der Ostseite der Bundesstraße 105 südlich von Rövershagen an der Adresse Rostocker Straße 1. Etwas weiter westlich liegt das Karls Erlebnis-Dorf.

## Architektur und Geschichte
Ursprünglich befand sich eine Windmühle am Weg nach Oberhagen. Sie ging jedoch bereits im 16. Jahrhundert verloren. Bemühungen eine neue Windmühle in Rövershagen zu etablieren schlugen lange Zeit fehl. Am 26. Juni 1868 wurde vom mecklenburgischen Großherzog dem Rostocker Magistrat die Erlaubnis zur Errichtung einer Mühle in Rövershagen erteilt. Trotzdem erfolgte zunächst kein Neubau. Ein vorgesehener Bau auf einem Acker des Oberhäger Pachtgutes erfolgte nicht. Die Windmühle wurde 1881 als Erdholländer gebaut. Sie entstand im Auftrag des Müllergesellen Heinrich Klingenberg, dessen Vater der in Graal tätige Müller Johannes Klingenberg war. Für die Erbpachtstelle wurden 3.000 Mark an die Kämmerei der Stadt Rostock gezahlt.
1908 wurde neben der Windmühle ein Maschinenhaus errichtet. Hier befand sich dann eine Lokomobile mit deren Hilfe auch bei schwachem Wind gemahlen werden konnte.
Bis 1963 war die Mühle als Windmühle in Betrieb. Die Mühle verfiel dann. In den 1980er Jahren bestanden Pläne sie abzubauen und anlässlich der 750-Jahr-Feier der Stadt Berlin im Berliner Stadtteil Marzahn wieder aufzubauen. Das Vorhaben wurde jedoch nicht umgesetzt. Erste Sicherungsarbeiten an der Mühle erfolgten im April/Mai 1989. Im März 1990 erfolgte ein Erwerb und nachfolgend eine Restaurierung der Mühle. Am 14. und 15. August 1992 wurde der Wetterbalken der Mühle erneuert. Von April 1993 bis September 1994 wurden Rumpf und Kappe der Mühle mit etwa 25.000 Schindeln aus Hartholz neu eingedeckt. Das Mauerwerk des Sockels wurde dann im Sommer 1995 wieder instand gesetzt. Drei der acht Wände wurden dabei eingerissen und dann mit dem Originalmaterial neu gemauert. 1996 folgte die Erneuerung der Windrose. Die ungefähr zwei Tonnen wiegende Konstruktion wurde am 28. September 1996 mit Hilfe eines Autodrehkrans wieder aufgesetzt. Von April bis August 1997 wurde dann das Flügelkreuz erneuert. Die Spannweite beträgt 21,60 Meter. Die mit Jalousieklappen versehenen Flügel wiegen 750 Kilogramm, die anderen 500 Kilogramm. Ab dem 31. August 1997 war die Mühle äußerlich fertiggestellt und wieder windgängig. Im Juli 2005 kam es zu einem Sturmschaden, der bis 2006 behoben wurde.